# Mountainside (New Jersey)
Mountainside est un borough situé dans le comté d'Union, dans l'État du New Jersey, aux États-Unis.